# Călărași (Moldavië)
Călărași is een gemeente - met stadstitel - en de hoofdplaats van de Moldavische bestuurlijke eenheid (unitate administrativ-teritorială) Călărași.
De gemeente telt, samen met deelgemeente Oricova, 16.400 inwoners (01-01-2012).